# With Passion
With Passion war eine US-amerikanische Progressive-Death-Metal-Band aus Sacramento, Kalifornien, die 2002 gegründet wurde und sich 2007 auflöste.

## Geschichte
Die Band wurde im Sommer 2002 nach dem Zerfall mehrerer lokaler Gruppen gegründet. Die Besetzung bestand anfangs aus dem Sänger und Keyboarder Samuel McLeod, den Gitarristen Shaun Gier und Jeff Morgan, dem Schlagzeuger Jacob Peete und dem Bassisten Tim Davis. Letzterer, nur als Platzhalter gedacht, wurde im Januar 2003 durch Michael Nordeen ersetzt. Es folgten die ersten Auftritte im Norden Kaliforniens. Im August 2003 verließ Morgan die Besetzung, für ihn stieg Andrew Burt ein. Im selben Jahr erschien ein erstes Demo unter dem Namen The First Batallion: Battle Ensues. Als Keyboarder kam Brandon Guadagnolo im April 2004 hinzu. Daraufhin erschien über Reflections of Ruins Records die EP In the Midst of Bloodied Soil. Kurz darauf wurde im Oktober 2004 ein Plattenvertrag bei Earache Records unterzeichnet, worüber die EP im März 2005 mit zwei Bonusliedern als Debütalbum wiederveröffentlicht wurde. Mit Justin von Jack’s Smirking Reveng als Schlagzeuger wurden im Mai US-Auftritte mit Immolation, Skinless, Misery Index und Deicide durchgeführt. Im August verabschiedeten sich Burt und Guadagnolo, während der Schlagzeuger Peete zu With Passion zurückkehrte. Im Sommer verließen alle Mitglieder bis auf Gier und Nordeen die Band. Etwa zur selben Zeit passierte Ähnliches bei der Band Conducting from the Grave, einem Nebenprojekt von Gier und Morgan. Die drei verbliebenen Mitglieder stießen daraufhin zu Gier und Nordeen, woraufhin With Passion nun neben dem Bassisten Nordeen und dem Sänger Gier aus den Gitarristen Jeff Morgan und John Abernathy und dem Schlagzeuger Greg Donnelly bestand. Im Oktober und November gab die Band Konzerte zusammen mit Cryptopsy, Cephalic Carnage, Aborted und Suffocation. Anfang Januar 2006 begann eine Tour durch Nordamerika zusammen mit Hypocrisy, Soilent Green, Raging Speedhorn, Decapitated und Nile. Im September des Jahres musste Sänger Gier aus persönlichen Gründen aufhören. Im Oktober wurde mit Fidel Campos als neuem Sänger das Debütalbum What We See When We Shut Our Eyes im Mana Studio in Florida unter der Leitung von Erik Rutan aufgenommen und im Februar 2007 veröffentlicht. Als Gastsänger ist hierauf Guy Kozowyk von The Red Chord zu hören. Im Sommer standen US-Auftritte mit Vital Remains und Light This City an. Im selben Jahr verließ außerdem mit dem Bassisten Nordeen das letzte Originalmitglied der Besetzung und wurde durch Steven Lovas ersetzt. Im August des Jahres verkündete die Band, aufgrund der schlechten Promotion und des schlechten Vertriebes des zweiten Albums, ihre Auflösung. Der letzte Auftritt wurde am 23. September im kalifornischen Roseville abgehalten. Morgan, Abernaty und Donnelly belebten daraufhin Conducting from the Grave wieder. In ihrer Karriere spielte die Band unter anderem auch zusammen mit As I Lay Dying, Between the Buried and Me, Himsa, Misery Signals, The Red Chord, Scars of Tomorrow, Six Feet Under, Stretch Arm Strong und Terror.

## Stil
Marcus Schleutermann vom Rock Hard schrieb in seiner Rezension zu In the Midst of Bloodied Soil, dass die E-Gitarren Einflüsse des Thrash Metal aus der San Francisco Bay Area aufweisen, wobei die besonders „mit feinen Melody-Licks und brachialen Riffs“ bestechen würden. Die Gruppe versuche sich an anspruchsvollem Songwriting, indem sie in den Songs sehr viele Breaks verwende, jedoch gehe sie willkürlich vor und weniger geschickt, wie es eine Band wie Meshuggah etwa praktiziere. Das Schlagzeugspiel klinge technisch versiert, durch hektische Rhythmuswechsel und übertriebenen Einsatz von Doublebass vermisse man jedoch nachvollziehbare Liedstrukturen. Das Keyboard sei meist nur bei den Intros hörbar und gehe ansonsten unter. Die Shouts klängen kraftlos und monoton. In einer späteren Ausgabe wurde What We See When We Shut Our Eyes rezensiert: Besonders charakteristisch seien die anspruchsvoll gespielten E-Gitarren, die von „Malmsteen-mäßiger Fingerfertigkeit und Satriani-mäßiger Saitenbeherrschung“ geprägt seien. Der Gesang klinge wie der im Hardcore Punk üblicherweise verwendete, insgesamt wurde die Musik dem Death Metal zugeordnet. In derselben Ausgabe wurde das Album noch von einem anderen Rezensenten besprochen: Auch hier wurde das spielerische Können hervorgehoben, jedoch klinge die Musik gefühllos.
Ollie Fröhlich vom Ox-Fanzine beschrieb die Band in seiner Rezension zu In the Midst of Bloodied Soil als eine Gruppe, die „eine angenehme Mischung aus technisch anspruchsvollem und musikalischem Death [Metal] bietet, die sogar trotz Keyboardeinsatz nie an Härte verliert“. Das Songwriting sei komplex und lasse die „die Songs zwischen purem Geballer, abgefahrenen Stakkatoparts und melancholischen, aber unpeinlichen Ruhephasen schwanken“. Der Gesang sei kraftvoll und angenehm.

## Diskografie
- 2003: The First Batallion: Battle Ensues (Demo, Eigenveröffentlichung)
- 2004: In the Midst of Bloodied Soil (EP, Reflections of Ruin Records)
- 2005: In the Midst of Bloodied Soil (Album, Earache Records)
- 2006: Demo 2006 (Demo, Eigenveröffentlichung)
- 2007: What We See When We Shut Our Eyes (Album, Earache Records)